# Episinus luteolimbatus
Episinus luteolimbatus là một loài nhện trong họ Theridiidae.
Loài này thuộc chi Episinus. Episinus luteolimbatus được Tord Tamerlan Teodor Thorell miêu tả năm 1898.